# جاجا كويليو
جاكسون أفيلينو كويليو (بالبرتغالية: Jackson Avelino Coelho‏) هو لاعب كرة قدم برازيلي في مركز الهجوم، ولد في 28 فبراير 1986 في إباتينجا في البرازيل. لعب مع طرابزون سبور وفاينورد وكايسري سبور ولوكيرين أوست فلانديرين وموانغتونغ يونايتد ونادي أمريكا ونادي إنترناسيونال ونادي بوريرام يونايتد ونادي تشونغتشينغ ليانغجيانغ ونادي جينك ونادي خيتافي ونادي شباب الأهلي ونادي فلامنغو ونادي فيسترلو ونادي كوريتيبا ونادي ميتاليست خاركيف.

## وصلات خارجية
- جاجا كويلو على موقع اتحاد تركيا (لاعب) (الإنجليزية)
- جاجا كويلو على موقع اتحاد أوكرانيا (الإنجليزية)
- جاجا كويلو على موقع دوري كوريا الجنوبية (الإنجليزية)
- جاجا كويلو على موقع قاعدة بيانات كرة القدم.إي يو (الإنجليزية)
- جاجا كويلو على موقع Soccerway.com (الإنجليزية)
- جاجا كويلو على موقع عالم كرة القدم.نت (الإنجليزية)
- جاجا كويلو على موقع AS.com (الإسبانية)